# Jennifer Benkau
Jennifer Benkau (* 1980 in Solingen) ist eine deutsche Schriftstellerin von Kinder- und Jugendliteratur und Science-Fiction-Romanen, die auch unter dem Pseudonym Janna Solinger Liebesromane veröffentlichte.

## Leben
Jennifer Benkau schrieb schon als Kind gerne Geschichten. Nach der Ausbildung zur Einzelhandelskauffrau begann Benkau nach eigener Aussage mit dem Schreiben. Seitdem ist sie hauptberuflich Autorin. Heute lebt sie mit ihrem Mann und ihren Kindern im Rheinland.

## Literarisches Wirken
Ihren ersten Roman, den paranormalen Liebesroman Nybbas Träume, veröffentlichte Benkau im Jahre 2010 im Sieben Verlag. Für ihren Science-Fiction-Roman Dark Canopy, erschienen beim Loewe-Imprint Script5, erhielt Benkau 2013 den DELIA-Literaturpreis in der Kategorie Bester Liebesroman. Im selben Jahr wurde der zweite Band Dark Destiny beim LovelyBooks Leserpreis auf den ersten Platz in der Kategorie Science Fiction gewählt. Der erste Band Von Sternen gekrönt der im Ravensburger erschienen Dilogie One true Queen wurde 2019 beim Lovelybooks Leserpreis auf den dritten Platz gewählt und konnte sich im selben Jahr auf der Spiegel-Bestsellerliste in der Kategorie Jugendromane platzieren, ebenso auch der zweite Band Aus Schatten geschmiedet im Jahr 2020. Sowie auch der 2021 erschienene zweite Band der Das Reich der Schatten Reihe es in der Kategorie Hardcover Belletristik auf die Spiegel-Bestsellerliste schaffte.
Im Oktober 2016 gründete sie mit den vier Autorinnen Daniela Ohms, Kira Minttu, Julia Dibbern und Franziska Fischer das Autorenlabel ink rebels.

## Auszeichnungen
- 2013: DeLiA Literaturpreis in der Kategorie Bester Liebesroman für Dark Canopy
- 2013: LovelyBooks Leserpreis Gold in der Kategorie Science Fiction für Dark Destiny
- 2019: LovelyBooks Leserpreis Bronze in der Kategorie Jugendbuch – Fantasy für One true Queen – Von Sternen gekrönt

## Werke (Auswahl)

### Einzelbände
- Phoenixfluch. Sieben-Verlag, Ober-Ramstadt 2011, ISBN 978-3-941-54711-7.
- Stolen Mortality. Sieben-Verlag, Ober-Ramstadt 2013, ISBN 978-3-864-43111-1.
- Himmelsfern. Script 5, Bindlach 2013, ISBN 978-3-839-00143-1.
- Marmorkuss. Script 5, Bindlach 2014, ISBN 978-3-8390-0166-0.
- Wenn wir fallen. cbj, München 2016, ISBN 978-3-5701-7320-6.
- Mit Rosen bedacht. Bastei Lübbe, Köln 2016, ISBN 978-3-4041-7363-1.
- Es war einmal Aleppo. ink rebels, Winsen 2016, ISBN 978-3-9586-9277-0.
- Mein Wille geschehe. Bastei Lübbe, Köln 2017, ISBN 978-3-4310-3981-8.
- Soulsister. cbj, München 2017, ISBN 978-3-5701-7405-0

### Dark Canopy Reihe
- Dark Canopy. Script 5, Bindlach 2012, ISBN 978-3-839-00144-8
- Dark Destiny. Script 5, Bindlach 2013, ISBN 978-3-839-00145-5[9]

### Schattendämonen-Reihe
- Schattendämonen 1 – Nybbas Träume. Sieben-Verlag, Ober-Ramstadt 2010, ISBN 978-3-941-54702-5.
- Schattendämonen 2 – Nybbas Nächte. Sieben-Verlag, Ober-Ramstadt 2011, ISBN 978-3-941-54714-8.
- Schattendämonen 3 – Nybbas Blut. Sieben-Verlag, Ober-Ramstadt 2012, ISBN 978-3-864-43066-4.

### Hummelhörnchen-Reihe
- Hummelhörnchen – zaubern müsste man können! cbj, München 2018, ISBN 978-3-570-17450-0.
- Hummelhörnchen – Wunder dauern etwas länger. cbj, München 2018, ISBN 978-3-570-17451-7.

### One true Queen Reihe
- One true Queen – von Sternen gekrönt (Band 1). Ravensburger, Ravensburg 2019, ISBN 978-3-473-40179-6.
- One true Queen – aus Schatten geschmiedet (Band 2). Ravensburger, Ravensburg 2020, ISBN 978-3-473-40184-0.

### Das Reich der Schatten Reihe
- Her Wish so Dark (Das Reich der Schatten – Band 1). Ravensburger, Ravensburg 2021, ISBN 978-3-473-40198-7.
- His Curse So Wild (Das Reich der Schatten – Band 2). Ravensburger, Ravensburg 2021, ISBN 978-3-473-40205-2.

### Liverpool-Reihe
- A Reason to Stay (Liverpool-Reihe 1). Ravensburger, Ravensburg 2021, ISBN 978-3-473-58598-4.
- A Reason To Hope (Liverpool-Reihe 2). Ravensburger, Ravensburg 2022, ISBN 978-3-473-58620-2.

### In Anthologien
- #herzleer – was ich noch sagen wollte. Oetinger, Hamburg 2017, ISBN 978-3-7891-0495-4.
- December dreams – ein Adventskalender. Ravensburger, Ravensburg 2021, ISBN 978-3-473-58597-7.